# Sami Al-Jaber
Sami Al-Jaber (en árabe سامي الجابر), nacido en Riad el 11 de diciembre de 1972, es un exfutbolista saudita. Jugaba de delantero y su primer equipo fue el Al-Hilal. Después de Mohamed Al-Deayea, es el futbolista saudita que más partidos ha jugado con su selección con 156 encuentros.

## Biografía
Su carrera futbolística la desarrolló en el Al Hilal, uno de los equipos más importantes del fútbol saudita y asiático en general. Comenzó en las categorías inferiores del Al Hilal, desde donde dio el salto al primer equipo en 1988, año en que debutó en la máxima categoría. En las filas del conjunto saudita se consagró como uno de los mejores futbolistas de su país y en uno de los pilares de un equipo con el que en su primera etapa conquistó 3 Campeonatos de la Liga saudita, 1 Copa del Rey de Arabia Saudita y 3 Copas del Príncipe de Arabia Saudita. 
En la temporada 00-01 se marcha cedido a Inglaterra donde juega con el Wolverhampton Wanderers F.C. (entonces en Segunda división) durante cinco meses, siendo el primer jugador de la historia del fútbol árabe en jugar en Inglaterra. Al finalizar el periodo de cesión el equipo inglés quiso hacerse con los servicios de Al-Jaber, pero el Al-Hilal se opuso. 
Vuelve en 2001 a Al Hilal para conquistar con su equipo un Campeonato de Liga más en la temporada 2004/05 y una Copa del Príncipe en la misma temporada. En 2007 puso fin a su carrera futbolística a la edad de 35 años.

## Selección nacional
Con la selección de Arabia Saudita debutó el 11 de septiembre de 1992, en un Arabia Saudita 1-1 Siria. En 1994, en Estados Unidos jugó su primer mundial. Además, ante Marruecos, anotó el penalti que significó el 1-0 y contribuyó a la primera victoria de su selección en un Mundial. En aquella ocasión el combinado saudita se clasificó para octavos, siendo eliminada por la revelación del torneo, la selección sueca de Thomas Brolin, Martin Dahlin, Kennet Andersson y compañía.
En 1998 en Francia jugó su segundo Mundial, en el que anotó un gol en el empate 2-2 ante Sudáfrica. De esta forma Al-Jaber se convirtió en el primer futbolista asiático en anotar un gol en dos Campeonatos del Mundo consecutivos.
Al-Jaber ha estado presente en cuatro mundiales consecutivos, puesto que a los dos ya citados hay que sumar sus presencias en el Mundial de Corea y Japón 2002 y Alemania 2006, en el que anotó su tercer gol en un Mundial ante Túnez en el Allianz Arena. 
Lejos de los Mundiales, en 1996 conquistó con su país la Copa de Asia.
Ha sido internacional con la selección de fútbol de Arabia Saudita en 156 ocasiones y ha anotado 46 tantos.

## Clubes

### Como jugador
| Club                    | País           | Temporadas  |
| ----------------------- | -------------- | ----------- |
| Al-Hilal                | Arabia Saudita | 1988 - 2000 |
| Wolverhampton Wanderers | Inglaterra     | 2000        |
| Al-Gharafa              | Catar          | 2001        |
| Al-Hilal                | Arabia Saudita | 2001 - 2007 |

### Como asistente
| Club       | País           | Temporadas  |
| ---------- | -------------- | ----------- |
| Al-Hilal   | Arabia Saudita | 2011 - 2012 |
| AJ Auxerre | Francia        | 2012 - 2013 |

### Como entrenador
| Club      | País                   | Temporadas  |
| --------- | ---------------------- | ----------- |
| Al-Hilal  | Arabia Saudita         | 2013 - 2014 |
| Al-Wahda  | Emiratos Árabes Unidos | 2015        |
| Al-Shabab | Arabia Saudita         | 2016 - 2017 |

## Títulos

### Campeonatos nacionales
- 4 Ligas saudíes (Al Hilal, temporadas 89-90, 95-96, 97-98 y 04-05)
- 1 Copa del Rey de Arabia Saudita (Al Hilal, temporadas 88-89)
- 3 Copas del Príncipe de Arabia Saudita (Al Hilal, temporadas 94-95, 99-00 y 04-05)

### Copas internacionales
- 1 Copa de Asia (Selección saudí, 1996)

## Participaciones en Copas del Mundo
Con la selección de fútbol de Arabia Saudita ha disputado cuatro Mundiales consecutivos:
- Copa Mundial de Fútbol de Estados Unidos de 1994: disputando dos partidos contra Marruecos y Suecia. Al-Jaber marcó un gol en el partido ante Marruecos.

- Copa Mundial de Fútbol de Francia de 1998: disputando tres encuentros contra Dinamarca, Francia y Sudáfrica. Al-Jaber jugó todos los partidos que su selección disputó en ese Mundial y marcó un gol contra Sudáfrica.

- Copa Mundial de Fútbol de Corea y Japón de 2002: disputando un partido contra Alemania. En ese partido jugó como titular y fue el capitán del equipo.

- Copa Mundial de Fútbol de Alemania de 2006: disputando un partido contra Túnez. En ese partido entró a 15 minutos del final y convirtió a los 84 minutos del partido para el 2:1 transitorio de los árabes(el final fue por 2:2).

Sami Al-Jaber ha disputado un total de seis encuentros en los tres Mundiales en los que ha participado. Ha marcado un total de tres goles, el primero de ellos (ante Marruecos en EE. UU. 94) fue el primer gol y además supuso la primera victoria de su selección en una Copa Mundial de Fútbol. También se convirtió en el primer jugador asiático que logra marcar en dos Mundiales consecutivos.

### Participaciones en Copas de Asia
| Copa               | Sede                   | Resultado  |
| ------------------ | ---------------------- | ---------- |
| Copa Asiática 1992 | Japón                  | Subcampeón |
| Copa Asiática 1996 | Emiratos Árabes Unidos | Campeón    |
| Copa Asiática 2000 | Líbano                 | Subcampeón |